# Józef Fajngold
Józef Fajngold (ur. 28 października 1910 w Warszawie, zm. 5 sierpnia 1998 tamże) – polski rzeźbiarz, metaloplastyk i złotnik pochodzenia żydowskiego.

## Życiorys
Artysta pochodził z nieortodoksyjnej rodziny żydowskiej. W jego domu rodzinnym posługiwano się jidysz, dzięki czemu już od najmłodszych lat był dwujęzyczny. W dzieciństwie uczęszczał do chederu, następnie do szkoły rabinackiej. Studiował początkowo w Szkole Malarstwa i Rzeźby przy Muzeum Rzemiosł i Sztuki Stosowanej w Warszawie (lata 1925–1929), później w Szkole Sztuk Pięknych w Warszawie pod kierunkiem Tadeusza Breyera (lata 1929–1932). Aby opłacić studia, pracował w warsztatach grawerskich, gdzie zaczął tworzyć srebrną biżuterię, głównie pierścionki i brosze. Sprzedawał je w warszawskich sklepach Ireny Golińskiej i Czesława Garlińskiego, z którymi już w 1930 nawiązał stałą współpracę. Od 1928 do 1939 był członkiem Stowarzyszenia Artystów Plastyków Żydów w Polsce. 
II wojnę światową spędził w Związku Radzieckim. W latach 1942–1945 należał do Związku Plastyków Radzieckich, w 1946 wstąpił do Związku Polskich Artystów Plastyków. Po wojnie przez pewien czas mieszkał w Łodzi, gdzie zajmował się rzeźbiarstwem oraz tworzeniem biżuterii dla Ars Polony, Cepelii i Centrali Jubilerskiej, później (w 1958) przeprowadził się do Warszawy.
Był poliglotą, posługiwał się w mowie i piśmie jedenastoma językami.

## Twórczość
W swojej twórczości rzeźbiarskiej koncentrował się na portretach i płaskorzeźbach z metalu. Tworzył również biżuterię ze srebra i miedzi oraz srebrne żydowskie przedmioty rytualne. Od lat 80. XX w. tworzył cykl Głów kobiecych – srebrnych rzeźb głów kobiecych wysokości ok. 20 cm. Pomimo lat powstania wpisywały się one w charakterystyczną dla twórczości Fajngolda stylistykę klasycyzującej odmiany art déco. Był również autorem płaskorzeźb przedstawiających postaci historyczne (Joachima Lelewela, Abrahama Lincolna, Jana Kochanowskiego, Stanisława Moniuszkę, Mikołaja Reja) oraz miedzianych płaskorzeźb w formie obrazów, ukazujących sceny z tradycji i kultury żydowskiej. Tworząc żydowskie srebra rytualne – chanukije, ryngrafy do ubierania Tory, jady, mezuzy – potrafił, zdaniem Ireny Huml jako jedyny twórca w Polsce, nadać im niezależnie od znaczenia kultowego indywidualny charakter.
Biżuterię tworzył już w latach 30. XX w. Do jej przedwojennych przykładów należą repusowane w srebrze broszki, w kształcie ujętych w owal głów kobiecych, wydłużonych, z półuśmiechem i przymkniętymi oczami, ukazanych en trois quarts. Reprezentują one zachodnie tendencje w stylistyce polskiego art déco, podobne przedstawienia kobiet są obecne w sztuce tego okresu (malarstwo Modiglianiego, twórczość Eliego Nadelmana, Jeana Dupasa i Pierre’a Tourina), choć nie w samej biżuterii. Budzą też skojarzenia z twórczością Botticellego. Bardziej typowe dla biżuterii zachodniego art déco motywy pojawiają się w powojennej unikatowej twórczości artysty. Po wojnie zaczął też wykorzystywać blachę miedzianą, którą podobnie jak srebrną, zwykle patynował. W latach 60. XX w. Fajngold wykonywał techniką modelowania srebra na gorąco masywną srebrną biżuterię, zdobioną kamieniami półszlachetnymi i bursztynem, abstrakcyjną, o kształtach organiczno-geometrycznych. Uważany jest za jednego z artystów decydujących o stylu polskiej biżuterii srebrnej tego okresu. 
Prace artysty znajdują się w zbiorach Muzeum Miedzi w Legnicy, Muzeum Sztuki Złotniczej w Kazimierzu Dolnym, Muzeum w Gliwicach, muzeum w Mińsku oraz w muzeum w Ein-Charod w Izraelu.

## Nagrody
- 1951 – nagroda na Wystawie Okręgu Łódzkiego ZPAP[4]

## Wystawy

### Wystawy indywidualne
- 1929 – Żydowskie Towarzystwo Krzewienia Sztuk Pięknych[1]
- 1997 – Józef Fajngold 1910–1998. Rzeźbiarz i złotnik, Legnica, Warszawa[1]

### Wystawy zbiorowe
- 1928 – Żydowskie Towarzystwo Krzewienia Sztuk Pięknych, Warszawa[1]
- 1934 – IV Salon Zimowy IPS-u[8]
- 1957 – XII Wystawa Okręgu Łódzkiego ZPAP, Łódź[4]
- 1959 – Rzeźba Warszawska, Zachęta, Warszawa[4]
- 1960 – Rzeźba polska 1945–1960, Zachęta, Warszawa[4]
- 2013 – Granice srebrnych przestrzeni. Polska biżuteria drugiej połowy XX wieku – wystawa ze zbiorów prof. Ireny Huml, Galeria Sztuki, Legnica[1]